# Nico Papatakis
Nico Papatakis (em grego:  Νίκος Παπατάκης), ou Nikos Papatakis (Adis Abeba, 5 de julho de 1918 - 17 de dezembro de 2010), foi um cineasta francês, de família grega e nascido na Etiópia.
Ele foi casado com a atriz francesa Anouk Aimée de 1951 a 1954.